# 광주광남중학교
광주광남중학교는 대한민국 경기도 광주시 태전동에 있는 공립 중학교이다.

## 학교 연혁
- 2006년 3월 1일 : 광주광남중학교 설립인가(9학급)
- 2006년 3월 1일 : 초대 장익현 교장 취임
- 2006년 3월 6일 : 개교 및 입학식(362명 입학)
- 2009년 2월 12일 : 제1회 졸업식 337명(남 166명, 여 171명)
- 2024년 1월 4일 : 제16회 졸업식(남 240명, 여 239명 계 479명, 누계 6,574명)
- 2024년 3월 1일 : 제8대 이은경 교장 취임
- 2024년 3월 4일 : 제19회 입학식(남 195명, 여 206명 계 416명)

## 참고 자료
- 광주광남중학교 - 한국교육학술정보원 학교알리미